# Micromelum
Micromelum Blume è un genere di piante della famiglia delle Rutacee (sottofamiglia Aurantioideae).

## Tassonomia
Il genere comprende le seguenti specie:
- Micromelum compressum (Blanco) Merr.
- Micromelum coriaceum Seem.
- Micromelum diversifolium Miq.
- Micromelum glanduliferum B.Hansen
- Micromelum hirsutum Oliv.
- Micromelum integerrimum (Roxb. ex DC.) Wight & Arn. ex Voigt
- Micromelum minutum (G.Forst.) Wight & Arn.
- Micromelum scandens Rech.